# 김현석 (영화 감독)
김현석(1972년 6월 7일 ~ )은 대한민국의 영화 감독, 영화 각본가이다.

## 학력
- 연세대학교 경영학과
- 중앙대학교 첨단영상대학원

## 참여 작품
- 1995년 《사랑하기 좋은 날》 - 각본
- 1998년 《해가 서쪽에서 뜬다면》 - 조감독, 각본
- 2000년 《공동경비구역 JSA》 - 각본
- 2000년 《섬》 - 조감독, 단역
- 2002년 《YMCA 야구단》 - 연출, 각본
- 2004년 《슈퍼스타 감사용》 ... 김성한 역(우정출연)
- 2005년 《광식이 동생 광태》 - 연출, 각본, 음악
- 2007년 《스카우트》 - 제작, 연출, 각본
- 2010년 《시라노; 연애조작단》 - 각본, 연출
- 2011년 《MBC 창사 50주년 특별기획 - 타임》 - 연출
- 2013년 《열한시》 - 각색, 연출
- 2014년 《들개》 - 프로덕션 컨설턴트
- 2015년 《쎄시봉》 - 연출
- 2017년 《아이 캔 스피크》 - 연출

## 수상
- 1995년 제33회 대종상 신인각본상 《사랑하기 좋은 날》
- 2002년 후쿠오카영화제 최우수작품상 《YMCA 야구단》
- 2002년 제10회 춘사나운규영화예술제 신인감독상 《YMCA 야구단》
- 2003년 제39회 백상예술대상 영화부문 신인감독상 《YMCA 야구단》
- 2008년 제44회 백상예술대상 영화부문 시나리오상 《스카우트》
- 2008년 제17회 부일영화상 각본상 《스카우트》
- 2010년 제31회 청룡영화상 각본상 《시라노; 연애조작단》
- 2010년 제6회 대한민국 대학영화제 각본상 《시라노; 연애조작단》
- 2017년 제38회 청룡영화상 감독상  《아이 캔 스피크》
- 2017년 제12회 대한민국 대학영화제 올해의 감독상 《아이 캔 스피크》
- 2017년 제17회 디렉터스 컷 시상식 올해의 특별언급 《아이 캔 스피크》
- 2018년 제17회 뉴욕 아시아 영화제 관객상 《아이 캔 스피크》